# نيلتون بيريرا مينديز
نيلتون بيريرا مينديز (بالبرتغالية: Nilton Pereira Mendes‏) (7 يناير 1976 في البرازيل - 18 سبتمبر 2006 في كازاخستان) هو لاعب كرة قدم برازيلي في مركز الهجوم. لعب مع نادي إيرتيش بافلودار ونادي شاختار قراغندي وFC Zhemchuzhina-Sochi ‏ وFC Zhenis ‏.

## وصلات خارجية
- نيلتون بيريرا مينديز على موقع قاعدة بيانات كرة القدم.إي يو (الإنجليزية)
- نيلتون بيريرا مينديز على موقع عالم كرة القدم.نت (الإنجليزية)